# Lengwitz
Die Lengwitz ist einer der drei Quellbäche der Ilm im Thüringer Wald bei Ilmenau. Sie ist etwa fünf Kilometer lang.

## Verlauf
Die Lengwitz entspringt am Rennsteig bei Allzunah und fließt anschließend in nördlicher Richtung durch das Gläsertal. Hier nimmt sie von rechts die Häder und unterhalb an der Massenmühle von links den Göpfersbach auf. Ab der Massenmühle führt zusätzlich zur Straße Allzunah–Stützerbach auch die Rennsteigbahn im Tal der Lengwitz entlang. Es folgt eine Talweitung der Lengwitz, in der sich das Dorf Stützerbach entwickelte. Unweit unterhalb des Ortes vereinigen sich Lengwitz, Freibach und Taubach zur Ilm.

## Begriffsgeschichte
Der Name Lengwitz stammt aus dem Slawischen und war wohl die ursprüngliche Bezeichnung der gesamten Ilm. Hier erstreckte sich der Längwitzgau vom Rennsteig bis nach Kranichfeld. Daran erinnern heute noch verschiedene Namen wie beispielsweise eine ehemalige Vorstadt Arnstadts an der Straße ins Längwitzgau, die ebenfalls als Längwitz bezeichnet wurde. 

## Weiteres
Bis 1945 bildete die Lengwitz die Staatsgrenze zwischen Preußen und Sachsen-Weimar-Eisenach bzw. dem Land Thüringen. Deshalb war auch das Dorf Stützerbach bis 1945 entlang des Flusses auf zwei Staaten aufgeteilt. Die östliche, weimarische Seite lag der westlichen preußischen Seite gegenüber.